# Viguria
Viguria es un lugar español del municipio de Guesálaz, perteneciente a la Comunidad Foral de Navarra.

## Topónimo
El topónimo es de origen desconocido. Formas en documentos antiguos: Beguria (1204, 1268, 1591, NEN); Beguriaco, Motça (1204, NEN); Beoguria (1236, 1257, NEN); Biguria (1350, 1366, NEN). El lugar se conoce en euskera como Biguria.

## Geografía
El lugar, situado al pie de la sierra de Andía, se encuentra en la merindad de Estella, en la comarca de Estella Oriental.

## Historia
Hacia mediados del siglo XIX, el lugar, ya por entonces perteneciente a Guesálaz, tenía contabilizada una población de 91 habitantes. Aparece descrito en el decimosexto y último volumen del Diccionario geográfico-estadístico-histórico de España y sus posesiones de Ultramar de Pascual Madoz con las siguientes palabras:

VIGURIA: l. del ayunt. y valle de Guesalaz en la prov. y c. g. de Navarra, part. jud. de Estella (3 leg.), aud. terr. y dióc. de Pamplona (7): sit. al S. de la sierra de Andia; clima templado; reinan los vientos N. y S. y se padecen afecciones gástricas. Tiene 18 casas; cárcel; un palacio del marques de Monte-hermoso; igl. parr. de entrada (la Asuncion) servida por un abad de provision de los vec., y un beneficiado de presentacion de S. M. y el abad; cementerio en parage ventilado; una ermita (San Miguel) y varias fuentes de esquisitas aguas de que se surte la pobl. El térm. se estiende de N. á S. 1/2 leg. y de E. á O. 1, y confina N. Vidaurre; E. Salinas de Oro; S. Arzoz, y O. Muez; comprendiendo dentro de su circunferencia un pequeño monte poblado de robles, espinos, enebros y otras matas. El terreno es de buena calidad y bastante fértil; le atraviesa el r. Salado que viene de Salinas de Oro. caminos: los locales en mediano estado. El correo se recibe de Estella por balijero los lunes y viernes. prod.: cereales, especialmente trigo; cria de ganado lanar, vacuno y mular; caza de perdices, conejos y liebres. pobl.: 18 vec., 91 alm. riqueza: con el valle (V.).
(Madoz, 1850, p. 59)

En 2023, la entidad singular de población tenía empadronados 5 habitantes.

## Patrimonio
- Iglesia de Santa María.

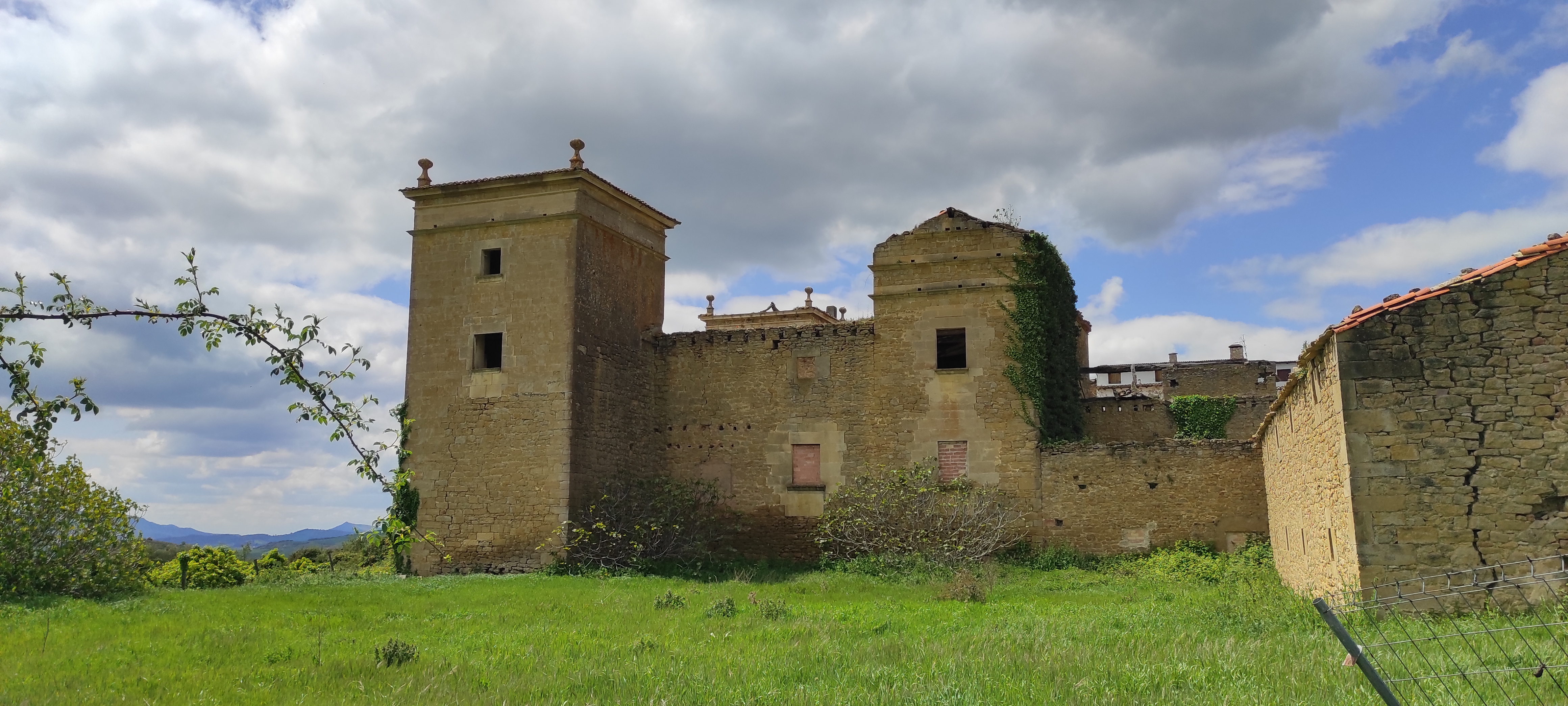
Palacio de Viguria

- Palacio cabo de armería, Jaureguizarra, consta como de cabo de armería en la nómina del reino.[6]
- Palacio del Marqués de Monteherrmoso.